# Scania série N
 (octobre 2023).
Le Scania série N est un châssis d'autobus produit par Scania à plancher bas intégral et moteur arrière transversal.

## Modèles
| Modèle  | N UB4x2  | N UD4x2                           | N UA6x2/2 |
| ------- | -------- | --------------------------------- | --------- |
| Usage   | Standard | Standard pour autobus à impériale | Articulé  |
| Essieux | 1-1      | 1-1                               | 1-1+1     |